# 이택기
이택기(1989년 3월 21일 ~ )는 대한민국의 축구 선수이다.